# 镰瓣凤仙花
镰瓣凤仙花（学名：Impatiens falcifer）为凤仙花科凤仙花属的植物。分布在锡金、不丹、尼泊尔、印度以及中国大陆的西藏等地，生长于海拔2,300米至2,500米的地区，常生于河边草地和栎林下，目前尚未由人工引种栽培。